# Praekatja aridalis
Praekatja aridalis är en fjärilsart som beskrevs av Rothschild 1913. Praekatja aridalis ingår i släktet Praekatja och familjen mott. Inga underarter finns listade i Catalogue of Life.